# The Final Element
The Final Element är det svenska power metal-bandet Veonitys sjätte studioalbum och det första med Isak Stenvall (ex-Lancer) på sång. Det släpptes i oktober 2024 på Scarlet Records och månaden efter i Japan på Ward Records.
Tre singlar föregick albumet: "The Fifth Element", "Riders of the Revolution" och "Carry On". En musikvideo spelades in till den senare.

## Låtlista
1. "Premonition" – 0:59
2. "Chains of Tyranny" – 4:39
3. "Horsemen of the Dark" – 4:29
4. "Carry On" – 4:21
5. "Riders of the Revolution" – 4:21
6. "Warriors Code" – 5:06
7. "Powerstone" – 4:58
8. "Heart of a Warrior" – 4:29
9. "Kings of Dreamland" – 4:46
10. "The Fifth Element" – 6:06

Bonusspår på japanska utgåvan
1. "Saviour of Mankind" – 5:08
2. "Metal Rebellion" – 6:42

## Medverkande
Musiker
- Kristoffer Lidre – basgitarr
- Joel Kollberg – trummor
- Samuel Lundström – gitarr
- Anders Sköld – gitarr
- Isak Stenvall – sång

Produktion
- Ronny Milianowicz – producent, mixning, mastering
- Álvaro Valverde – omslagskonst